# Seppo Helle
Seppo Helle (Helsinki, 21 gennaio 1937 – 1º maggio 2014) è stato un allenatore di hockey su ghiaccio e dirigente sportivo finlandese.

## Carriera
Cominciò ad allenare negli anni cinquanta le squadre giovanili del TaPa e dell'Ilves Tampere.
Fu attivo per quasi vent'anni nella prima squadra dell'Ilves Tampere. Dapprima ricoprì il ruolo di allenatore dal 1961 al 1964, guidando la squadra, nella sua prima stagione sulla panchina a soli 25 anni, alla vittoria del massimo campionato, ed a questa vittoria si aggiungono due terzi posti. Fu il primo allenatore a tempo pieno nella storia dell'hockey su ghiaccio finlandese a livello di club. Divenne poi direttore esecutivo e team manager, fino al 1980.
Fu poi direttore esecutivo della Associazione finlandese dei giocatori di hockey su ghiaccio nel corso degli anni ottanta. Nel 2004 è stato inserito nella Hockey Hall of Fame finlandese.
È padre dell'ex giocatore ed allenatore di hockey su ghiaccio Jari Helle.
È scomparso il 1º maggio 2014 dopo lunga malattia.

## Palmarès

### Club
- Campionato finlandese: 1

Ilves: 1961-1962